# Waldric
Waldric, noto anche come Gauldric, Gaudry, Guadri, Galdric, Goldric, Gualdricus,  Waldricus, (... – 25 aprile 1112), è stato un vescovo cattolico e politico inglese.

## Biografia
Nel 1103, Waldric divenne l'ottavo Lord Cancelliere, incarico che tenne fino al 1107.
Dal 1106 al 1112 fu Vescovo di Laon. Fu cappellano reale almeno dal 3 settembre 1101.
Alla battaglia di Tinchebray (1106), Orderico Vitale afferma che Waldric capellanus regis catturò Robert Curthose, fratello del Re Enrico I d'Inghilterra e leader delle forze contrapposte e duca di Normandia.
Come vescovo fu avido e violento, non convenzionale nelle sue abitudini e burlone, un prodigo elogiatore di sé stesso; egli fu descritto in termini molto poco lusinghieri nella cronaca del 1115 Monodiae di Guiberto di Nogent. 
Assassinò Gerard di Quierzy nella stessa Cattedrale di Laon.
La sua elezione a vescovo fu contestata, cosicché dopo la battaglia entrò rapidamente negli ordini minori, divenendo canonico a Rouen, ma fu accolto dal Papa Pasquale II al Concilio di Langres.
Fu assassinato nel periodo pasquale del 1112 (il 25 aprile) nella cripta della Cattedrale di Laon da cittadini di Laon che avevano istituito una Comune nella città.
Il racconto di questo evento fatto da Guiberto allude a Isengrin, rendendolo di valore storico-letterario.